# Путешествие на «Джеймсе Кэрде»
Путешествие на «Джеймсе Кэрде» было совершено[когда?] командой из шести человек под руководством сэра Эрнеста Шеклтона на спасательной шлюпке «Джеймс Кэрд» от острова Элефант (Мордвинова, Южные Шетландские острова) до острова Южная Георгия с целью спасения участников партии моря Уэдделла Имперской трансантарктической экспедиции после того, как экспедиционное судно «Эндьюранс» было раздавлено паковыми льдами. Накануне антарктической зимы команда отправилась в 800-мильное плавание через самый бушующий океан на планете — Южную Атлантику, в плавание, которое позднее историки назовут одним из величайших путешествий, совершённых на открытых лодках.

## Предыстория
Целью второй Имперской трансантарктической экспедиции Шеклтона, помимо научных исследований, было сквозное пересечение Антарктиды от моря Уэдделла до моря Росса через Южный полюс. Экспедиция состояла из двух партий — партии моря Уэдделла (на корабле «Эндьюранс»), которая должна была высадиться в заливе Вахселя (Фазеля) и оттуда начать трансконтинентальное путешествие, и партии моря Росса (на корабле «Аврора»), которая должна была организовать базу на острове Росса и заложить склады с продовольствием и топливом на шельфовом леднике Росса по пути возвращающейся «полюсной партии».
5 декабря 1914 года «Эндьюранс» под командованием Шеклтона покинул Южную Георгию — самый южный форпост человечества на пути к шестому континенту, на котором находились несколько китобойных станций, таких как норвежские Грютвикен, Стрёмнесс и Хусвик. Несмотря на крайне сложную ледовую обстановку в этом секторе Антарктики летом 1915 года, Шеклтон смог пройти более 1000 миль практически неисследованного моря Уэдделла, прежде чем его корабль оказался в плену дрейфующих льдов и к 19 февраля застрял в них окончательно на 76°34′ ю. ш. и 31°30′ з. д. всего в одном дне плавания от конечной цели путешествия. Шеклтон писал:

Мы должны дождаться весны, которая быть может принесёт нам удачу. Если бы месяц назад я знал, что мы окажемся в таком положении, я бы основал наш базовый лагерь на побережье у огромного ледника. Но тогда не было оснований думать, что судьба окажется такой недоброжелательной. Безветренная погода с сильными холодами в разгар лета, безусловно, является событием исключительным. Моя главная тревога — дрейф. Куда бродячие ветра и течения отнесут судно за долгие зимние месяцы, что ждут нас впереди? Нас отнесёт на запад, сомнений нет, но как далеко? Будет ли возможно вырваться из ледяного плена в начале весны и достичь залива Ванселя или другого подходящего места? Это очень важные вопросы для нас.
В течение следующих восьми месяцев корабль беспомощно дрейфовал на северо-запад, пока 27 октября не был раздавлен паковыми льдами и, в итоге, 21 ноября затонул.
После того, как 28 членов экипажа разбили лагерь на льдине, главной задачей Шеклтона стало сохранить жизни всех участников партии. Его первоначальный план состоял в том, чтобы идти по льду до ближайшей земли и попытаться достичь места, посещаемого китобойными судами. Дважды участники экспедиции выступали в путь, но продвижение вперед было затруднено из-за сложного рельефа ледяных полей. Они были вынуждены разбить лагерь и ждать, пока дрейфом их не отнесёт дальше на север до открытой воды, чтобы оттуда попытаться на спасательных шлюпках достичь хоть какой-нибудь земли. С собой у них были снятые с «Эндьюранс» три спасательных шлюпки, которые были названы Шеклтоном в честь главных спонсоров экспедиции: меценатки Джанет Стэнкомб-Уиллс, промышленника и финансиста Дадли Докера и предпринимателя сэра Джеймса Кэрда. 7 апреля при свете дня азимутально почти на север от лагеря Шеклтона появился пик острова Кларенс (Шишкова), а чуть позже в тот же день очертания острова Элефант (Мордвинова), который находился от них в пределах ста миль. Когда 9 апреля 1916 года, наконец, появилась возможность пересесть в лодки, Шеклтон, тем не менее, взял курс на остров Десепшен. Последний хоть и находился на 50 миль дальше от них, чем остров Мордвинова, но часто посещался китобойными судами, и на нём был склад продовольствия для потерпевших крушение моряков. Спустя три дня плавания Шеклтон понял, что из-за сильного западного течения, которое за это время отнесло их от цели на целых 30 миль, острова Десепшен не достичь, и взял курс на остров Мордвинова, на котором экспедиция высадилась 14 апреля после тяжелейшего перехода по открытому штормовому морю.

## На острове Элефант
Остров Элефант (Мордвинова) находится в восточной части цепи Южных Шетландских островов в стороне от корабельных маршрутов. Шеклтон понимал, что не было шанса, что хоть кто-то будет их на нём искать за 2000 километров от первоначально планировавшегося места высадки. Но на этом лишенном растительности, продуваемом ветрами острове, тем не менее, были пресная вода и относительно большое количество тюленей и пингвинов, которые могли служить в качестве источника пищи и топлива для выживания в течение какого-то времени. Но приближалась зима, и животные в любой момент могли оставить остров. Тяготы, выпавшие на долю участников экспедиции, постепенно начали сказываться, некоторые были морально и физически истощены.

Я пришёл к выводу, что с целью спасения экспедиции было необходимо путешествие на лодке, и его нельзя было надолго откладывать. Ближайшим портом, где можно было найти гарантированную помощь, был Порт-Стэнли на Фолклендских островах, в 540 милях отсюда, но мы не могли даже пытаться идти против преобладающего северо-западного ветра на маленькой лодке с небольшим парусом. Южная Георгия была более чем в 800-ах милях, но лежала по пути западных ветров, а я мог рассчитывать найти китобоев в любой китобойной станции на восточном побережье. Небольшая команда сможет пройти этот путь и вернуться со спасением в течение месяца, при условии, что море будет свободным ото льда и лодка выживет в бушующем море. Было совсем нетрудно решить, что нашей конечной целью должна стать Южная Георгия, и я продолжил планирование маршрута и необходимых для этого средств.

## Подготовка
Путь к Южной Георгии предстоял через самый бушующий океан на планете — Южную Атлантику, печально известные «неистовые пятидесятые», где, особенно зимой, часты штормы и ураганы с волнами, высота которых от основания до гребня порой достигает 18 метров.
В качестве плавсредства Шеклтон выбрал самую крепкую из трёх спасательных шлюпок лодку «Джеймс Кэрд». Это был 6,9 метров длиной китобоец, построенный по чертежам норвежского судостроителя Колина Арчера. Его предстояло сделать более мореходным при имевшемся абсолютном минимуме материалов и инструмента. «Я подозвал плотника и спросил его, сможет ли он что-нибудь сделать, чтобы вельбот стал более мореходным. Он переспросил меня, пойдет ли он со мной, и выглядел очень довольным, когда я сказал ему „да“». Чиппи Макниш немедленно приступил к приспоспоблению лодки к предстоящему плаванию, подняв её борта и сделав с помощью лыж, фанеры, упаковочных ящиков и брезента импровизированную палубу, герметизировав её с помощью фитилей ламп, масляной краски и крови тюленей. В качестве продольной надпалубной балки он установил внутри лодки с бака до кормы мачту с лодки «Стэнкомб Уиллс», таким образом, укрепив киль с целью предотвращения «хоггинга» — напряжения в корпусе лодки при перегибе в сильном волнении. Вес шлюпки был увеличен добавлением балласта, который состоял из мешков, сделанных из одеял и заполненных песком, общим весом около 1000 фунтов. Кроме того, туда в дополнение к двум бочкам воды были заброшены несколько круглых валунов и около 250 фунтов льда.
Продовольствие, снаряжение и топливо брали из расчета на месяц плавания на шестерых человек, так как «… если мы не достигнем Южной Георгии за это время, то не достигнем её никогда». Снаряжение было следующим:
30 коробков спичек, 6½ галлонов парафина, канистра метилового спирта, 2 примуса с запчастями и шилом, 1 нансеновская алюминиевая плита, 6 спальных мешков, несколько запасных носков, несколько свечей и немного масла в канистре.
- Из еды: 3 упаковки сухпайков = 300 порций, 2 упаковки орехов = 200 порций, 2 упаковки сухарей = 600 сухарей, 1 упаковка рафинада, 30 пакетов сухого молока, 1 банка бовриловских кубиков, банка соли, 36 галлонов воды.
- Из инструментов: секстант, плавучий якорь, бинокль, карты, призматический компас, анероид[19].

С собой в путешествие Шеклтон взял пять человек: Фрэнка Уорсли — капитана «Эндьюранс», Тома Крина — опытнейшего полярника, который, по словам Шеклтона, умолял взять его с собой, матроса Тимоти Маккарти — одного их лучших матросов «Эндьюранс», плотника Чиппи Макниша, который «… был не совсем здоров, но хорошо знал парусные суда и был очень сообразителен», и боцмана Джона Винсента, имевшего колоссальный опыт плавания в арктических водах и который был самым физически сильным участником экспедиции. Двое последних, по мнению историка Кэролайн Александер, отличались неуживчивым характером, и их выбор в качестве участников плавания мог позволить Шеклтону держать потенциальных нарушителей спокойствия под личным контролем. К полудню 24 апреля 1916 года «Джеймс Кэрд» был готов к отплытию.

## Путешествие в открытом море
Вместо себя с остающимися участниками экспедиции Шеклтон оставлял своего заместителя Фрэнка Уайлда, которому оставил инструкции, как действовать, если путешественников постигнет неудача. 

Я полагался на него, как на человека, который способен сохранить экспедицию, пока меня не будет, также он был лучшим из тех, кто сможет довести людей весной до острова Обмана в случае нашей неудачи привести помощь… Я сказал ему, как действовать в случае нашей неудачи, хотя в реальности предоставил ему полную свободу действий и принятия решений по собственному усмотрению, зная, что он будет действовать мудро. Я сказал, что вверяю ему экспедицию, а затем со всеми попрощался.
В первый день плавания предстояло пройти пояс пакового льда и Шеклтон распорядился держать курс на север. К 5.30 вечера зона паковых льдов была пройдена, и шлюпка вышла в открытое море. Прежде чем взять курс на Южную Георгию, Шеклтон решил придерживаться северного курса несколько дней, чтобы быстрее достигнуть области более теплой погоды и избежать возможной встречи с формирующимися ледовыми полями. К рассвету следующего дня они были по навигационному счислению в 45 морских милях (83 км) от острова Мордвинова.
На шлюпке был установлен следующий распорядок: три человека на вахте — один у руля, второй за парусами, третий откачивает воду. Остальные пробуют отдохнуть в маленьком пространстве под палубой. 

Те, кто был не на вахте, залезали в мокрые спальники и пытались на время забыться, но сделать это в лодке было сложно. Вещи и снаряжение, казалось, жили своей жизнью, обладая при этом неизменной способностью оказываться под самыми неудобными углами для наших жаждущих отдыха тел. На мгновенье представьте себе, что вы вот-вот нашли удобное положение, как тут же быстро обнаружили какие-то угловатости, давящие на мышцы или кости.
 Трудности со сменой вахт, как писал Шеклтон, выглядели бы довольно комично, если бы не причиняли так много боли и страданий. Когда вахта сменялась, было необходимо четко соблюдать последовательность, кому и куда двигаться, так, как в противном случае это грозило путаницей и многочисленными синяками. К тому же следовало считаться с дифферентом лодки. Одежда путешественников, рассчитанная на полярные походы, был далека от водонепроницаемости и вызывала многочисленные крайне болезненные потёртости, избавиться от которых в этих условиях было невозможно.
На третий день после отплытия ветер усилился и перерос в северо-западный шторм. Лодка шла на восток. К полудню, по оценкам Уорсли, было пройдено 128 морских миль. Он писал: «Никак не подберу слов, чтобы описать эту навигацию. Навигационное счисление — вычисление курса и расстояния, превратилось в забавные догадки». Усилившееся волнение моря вскоре обнаружило слабые места палубы. Непрекращающиеся порывы ветра и воды сместили крышки ящиков и лыжи саней, из которых была сделана палуба так, что брезент провисал вниз и накапливал воду. Ледяные струйки воды просачивались в лодку с бака до кормы. Гвозди, которые плотник вытащил из упаковочных ящиков на острове Элефант для того, чтобы скрепить рейки, были слишком коротки и не обеспечили жёсткость палубы. Путешественники делали всё, что могли, для исправления этого, но возможности были очень ограничены, и вода продолжала проникать в лодку в дюжине мест.
Когда требовалось избавиться от воды, использовали насос, сделанный фотографом экспедиции Фрэнком Хёрли из стойки Флиндерса — основного корабельного компаса. Насос был достаточно эффективным, хотя его производительность была невысокой. Вахтенный на парусах мог одновременно качать им в большую ёмкость от плиты, которая поднималась и выливалась за борт после заполнения.
Питание, несмотря на шторма, было регулярным. Завтрак в 8 утра состоял из кружки горячего супа, сделанного из бовриловского санного сухпайка, двух сухарей и нескольких кусочков сахара. Обед был в час дня и включал бовриловский сухой паек, съедавшийся холодным, и кружку горячего молока каждому. В 5 вечера чай и снова санный рацион. Затем ночью обязательный горячий напиток, обычно молоко.
На четвёртый день сильный юго-западный шторм вынудил Шеклтона лечь в дрейф. 

Мы дрейфовали под взятым на два рифа гротом и небольшим кливером, и ждали, пока шторм не выдохнется… Погода не улучшалась, а на пятый день ураган свирепствовал так, что мы были вынуждены ещё на два рифа взять грот и поставить вместо него кливер. Мы бросили плавучий якорь, чтобы удерживать бак «Джеймс Кэрд» по ветру. Этот якорь представлял собой треугольный брезентовый мешок, с привязанным к его концам фалинем, который крепился на баке. Лодка была достаточно высокой, чтобы поймать ветер, и таким образом дрейфовала под ветер, а сопротивление якоря удерживало её носом к волне. Таким манером нашей лодке удалось пройти более или менее приличную часть пути…
 Зародившийся над Антарктикой юго-западный шторм понизил температуру воздуха почти до −17°С. Замерзавшие брызги волн покрывали бак, борта и палубу лодки ледяным панцирем. Такое скопление льда значительно снижало плавучесть лодки и его требовалось постоянно скалывать. Однако, вода переставала течь с брезента внутрь шлюпки, и брызги попадали в неё исключительно с кормовой части. Утром на шестой день плавания оледенение достигло критической массы и лодка, по словам Шеклтона, стала «похожа на бревно». Команде экстренно пришлось избавляться от лишнего балласта и с риском для жизни срубать лед с бортов, парусов и такелажа.

Утром на седьмой день плавания (1 мая), наконец, выглянуло солнце, и Уорсли, от точности навигации которого зависел успех всего путешествия, смог определить их местоположение. Было пройдено более 380 миль — половина пути до Южной Георгии. 
Восьмой, девятый и десятый день плавания прошли без особых событий в той же борьбе за жизнь. Дул сильный попутный ветер и лодка медленно продвигалась к цели. Жизненные силы команды «Кэрда» уменьшались, и Шеклтон ввёл в обязанность готовить горячее молоко в течение почти всей ночи. 2 мая Макниш перестал вести судовой журнал.
На одиннадцатый день плавания (5 мая) начался сильный северо-западный шторм, который в конце дня сменился юго-западным. Путешественники, которые и так постоянно находились на грани жизни и смерти, в этот день столкнулись с невиданным до этого испытанием. 

 В полночь я был на румпеле, когда вдруг заметил полоску чистого неба между югом и юго-западом. Я сказал остальным, что небо очищается, а затем, мгновение спустя, понял, что то, что я видел, было не просветом в облаках, а белым гребнем огромной волны. За двадцать шесть лет плавания по океанам я никогда не сталкивался с такими гигантскими волнами. Это было могучее поднятие океана, вещь довольно обособленная от больших белоголовых волн, которые были нашими неустанными врагами много дней. Я закричал: «Ради всего Святого, держитесь! Боже!» Потом наступил момент неизвестности, который, казалось, тянулся часы. Нас окружила белая нахлынувшая пена. Мы почувствовали, что нашу шлюпку подняло и бросило вперед, словно пробку в бушующий прибой. Мы находились в кипящем хаосе воды, но почему-то, несмотря на это, лодка жила, наполовину полная воды, со смертельной осадкой, содрогаясь под малейшими порывами ветра. Мы откачивали воду с энергией людей, сражающихся за жизнь, вычерпывая воду во все стороны всем, что только попадалось под руки, и через десять минут неопределенности почувствовали, что лодка снова живёт.
 Напряжение почти двухнедельного плавания брало своё. Тогда же Шеклтон отметил, что «плотник страдал особенно, но показывал твердость духа. Винсент ещё на прошлой неделе перестал быть активным членом экипажа… Маккарти был слаб, но всегда счастлив».
6 мая погода прояснилась, и Уорсли смог в третий раз определить их положение — «Кэрд» находился не более чем в ста милях от Южной Георгии. Но на долю путешественников выпала новая и самая страшная напасть, что может поджидать моряков — жажда. Пресная вода подходила к концу, а одна из двух бочек с питьевой водой, что они взяли с собой, оказалась повреждена во время погрузки в шлюпку — в неё попала морская вода, сделав воду солоноватой и ещё больше усиливавшей жажду. 

Этот день и день следующий мы провели словно в одном сплошном кошмарном сне. Рты пересохли, языки распухли. Ветер был все ещё силен и приличное волнение вынуждало идти с осторожностью, но любая мысль об опасности со стороны волн подавлялась ощущением неистовой жажды. Единственными яркими моментами были те, когда каждый получал одну кружку горячего молока за долгие мучительные часы вахты.
Наконец, утром 8 мая в море появились первые признаки близости земли — пучки водорослей и бакланы, а в 12.30 сквозь разрыв в облаках Маккарти увидел темные скалы Южной Георгии. «Мы смотрели друг на друга с глупыми ухмылками. Одна мысль была: „Мы это сделали.“» Однако, когда они приблизились к высоким скалам побережья острова, прибой не позволил высадиться немедленно, и им ничего не оставалось, кроме как лечь в дрейф и ждать утра. «Но в 5 часов утра ветер сменился на северо-западный и быстро усилился до урагана, с равным по силе которому никто из нас никогда не сталкивался.» Более 24 часов они были вынуждены сражаться с ураганом в постоянной опасности быть выброшенными на скалистый берег Южной Георгии или берег не менее опасного острова Анненкова.
И только к вечеру 10 мая, уставшие до состояния полной апатии, путешественники смогли высадиться в небольшой бухточке (ныне бухта Кейв-Ков) в устье залива Кинг-Хокон-Бей. «…через минуту или две мы были внутри, и в сгущающихся сумерках „Джеймс Кэрд“, проскользив на волне, мягко коснулся берега. <> Мы услышали булькающий звук, который был самой сладкой музыкой для наших ушей и, оглядевшись, обнаружили почти прямо под ногами ручей с пресной водой. Мгновенье спустя мы стояли на коленях, поглощая большими глотками чистую ледяную воду, которая влила в нас новую жизнь. Это мгновенье было волшебным». Историк Кэролайн Александер по этому поводу отметила, что «Они вряд ли тогда могли знать или думать о том, что впоследствии в самых скромных оценках авторитетов плавание на „Джеймс Кэрд“ будет названо одним из величайших путешествий, совершённых на лодке».

## Через Южную Георгию
Вплоть до 15 мая 1916 года участники перехода оставались в бухте, восстанавливая силы. Пройти более 280 километров на потрепанной шлюпке до восточного побережья острова, на котором находились китобойные станции, было невозможно (обшивка палубы и т. п. пошла на топливо), а кроме того, Винсент и Макниш не могли выдержать этот путь по состоянию здоровья. Поэтому Шеклтон решил осуществить пеший поход через ранее никем не пройденную горную часть Южной Георгии до ближайшей к ним китобойной станции Стрёмнесс.
Утром 15 мая команда «Джеймс Кэрд» прошла ещё около шести морских миль до изголовья залива. Они обогнули заметный выступ (который сейчас называется Шеклтон Блафф) и чуть позже полудня причалили к берегу на пологом пляже из песка и гальки. Место высадки находилось приблизительно в полутора милях к западу от северо-восточной оконечности залива. На восточном склоне выступа лодку перевернули, сделав временное укрытие. Это место они назвали «лагерь Пеготти» (в честь лодки-дома Пеготти из романа Чарльза Диккенса «Дэвид Копперфильд»).
В три часа ночи пятницы 19 мая Шеклтон, Фрэнк Уорсли и Том Крин начали свой 36-часовой переход через горы и ледники Южной Георгии. От китобойной станции Стрёмнесс на восточном побережье острова их отделяло около 32 километров «по прямой». Они не брали с собой ничего, кроме еды, веревки и плотницкого тесла в качестве ледоруба. Поэтому пройти маршрут было необходимо как можно быстрей. В течение дня им удалось пройти ледопад ледника, впадающего в залив (этот маршрут получил после название «проход Шеклтона») и выйти к боковому отрогу в хребте Эллардайса — главной горной цепи Южной Георгии, в котором нужно было найти проходимый перевал. Это удалось сделать лишь с четвёртой попытки. Ближе к вечеру они были на перевале. Нужно было срочно спускаться, что они и сделали, съехав вниз, как с горки, «способом дней младенчества» и скинув за несколько минут около 500 метров высоты в сторону залива Антарктик-Бей, где собирались заночевать.
Однако, полная луна позволяла двигаться дальше, а мороз сковал наст, сделав движение по ледникам и снегу более простым и безопасным. К 5-ти утра они пересекли ледник (сейчас Ледник Крин) и подошли к подножию следующего хребта. Силы были на исходе, путешественники сели на камни, прижавшись друг к другу. Через секунду Уорсли и Крин спали. Шеклтон понимал, что «сон в таких условиях равносилен смерти». Через пять минут он разбудил спутников, сказав, что они проспали полчаса и дал команду двигаться дальше. К шести утрам удалось выйти на седловину перевала, с которой «в начинающемся рассвете прямо по курсу появилась изогнутая, похожая на волну скала порта Хусвик. Не говоря ни слова, мы пожали друг другу руки. В нашем сознании путешествие закончилось…». Точно в 7 утра с этого перевала (сейчас перевал BreakWind Gap) они услышали звук пароходного гудка, первый звук из внешнего мира за последние 17 месяцев.
Двумя часами позже они шагали по песчаному пляжу залива Форчун. К полудню были на его противоположной стороне — от китобойной станции Стрёмнесс их отделяло 5 километров и один перевал. В 13:30 Шеклтон, Уорсли и Крин поднялись на последний перевал, с которого увидели залив, по которому плыла небольшая китобойная шхуна, у причала стоял корабль, а по китобойной станции сновали маленькие фигурки людей. Мужчины остановились, пожали друг другу руки и поздравили себя с окончанием их путешествия. На пути вниз им пришлось столкнуться с ещё одним препятствием — низвергающимся водопадом, обойти который не было сил, а поэтому пришлось спускаться сквозь него. 

С вершины водопада мы вышвырнули тесло, а также вахтенный журнал и плиту, завернутую в одну из наших одежек. Это было все, за исключением нашей промокшей одежды, что мы принесли из Антарктики, в которую пришли полтора года назад с отличным кораблем, полным комплектом оборудования и большими надеждами. Но это были всё материальные вещи, а вот воспоминаниями мы были богаты. Мы поняли сокровенный смысл многих понятий. Мы «страдали, голодали и торжествовали, опускались на самое дно, чтобы подняться ввысь, стать бо́льшим в необъятном целом». Мы видели Бога во всем Его сиянии, слышали истинный голос Природы. Мы проникли в самую суть человеческой души.
Прошло ещё немного времени, и они были на станции среди людей и в безопасности.
Тем же вечером Уорсли отправился на китобойной шхуне назад в залив Кинг-Хакон-Бей, чтобы забрать Макниша, Винсента и Маккарти. Они и взятый на борт китобойца «Джеймс Кэрд», благополучно вернулись через день. А ещё на следующий день (23 мая) уже сам Шеклтон отправился на китобойной шхуне «Южное небо» к острову Мордвинова, чтобы спасти остававшихся там людей. Но ему понадобилось ещё более трех месяцев, чтобы спасти их 30 августа 1916 года.

## После экспедиции
«Джеймс Кэрд» был доставлен в Англию в 1919 году (по другим данным шлюпка была доставлена в Англию из Южной Георгии норвежским пароходом «Оруэлл» 3 августа 1916 года вместе с грузом китового жира и с тремя участниками похода — Чиппи Макнишем, Джоном Винсентом и Тимоти Маккарти).
В 1922 году старый школьный друг Шеклтона Джеймс Квиллер Роуэтт из колледжа Далуич на юге Лондона, он же один из спонсоров его последней экспедиции на Квесте, решил перенести шлюпку на территорию колледжа, где она и покоилась вплоть до 1944 года, пока в результате бомбардировок здание не было серьёзно повреждено. После войны лодка находилась на попечении Национального морского музея в Гринвиче. После капитальной реставрации в 1985 году она была возвращена в колледж Далуич, где и находится по сей день в Северной галерее на ложе из камней, собранных на Южной Георгии.

## Общество «Джеймс Кэрд»
В 1994 году была основана благотворительная организация «Общество „Джеймс Кэрд“» (англ. The James Caird Society). Общество основано с целью сохранения памяти о подвигах участников антарктических экспедиций, связанных с именем Сэра Эрнеста Шеклтона, и, особенно, с его Имперской трансантарктической экспедицией. Общество занимается организацией юбилейных и регулярных мероприятий, связанных с именем Шектона — выставки, экскурсии и т. п. Председателем общества с 1994 года является внучка путешественника — дочь его младшего сына Лорда Шеклтона Александра Шеклтон.

## Повторение путешествия на лодке
В 2008 году Александра Шеклтон подала учёному, полярному исследователю и путешественнику Тиму Джарвису, который в 2007 году повторил 500 километровое путешествие, совершённое летом 1912—1913 года Дугласом Моусоном во время его экспедиции, идею повторить эпическое плавание Шеклтона от острова Мордвинова до острова Южная Георгия, а затем совершить переход до китобойной станции Стрёмнесс. Джарвис откликнулся на это предложение.
В 2010 году была изготовлена реплика «Джеймс Кэрд», которую назвали в честь Александры Шеклтон «Alexandra Shackleton», на которой в январе-феврале 2013 года Тим Джарвис и его команда совершили первое повторение легендарного плавания в той же одежде и с тем же снаряжением и продовольствием, что были в распоряжении Шеклтона. Путешествие по морю заняло 12 дней. Единственное, что было у путешественников не из арсенала Шеклтона — это комплект спутникового навигационного оборудования на случай непредвиденных обстоятельств, а также вспомогательное судно поддержки. Путешествие через Южную Георгию заняло 3 дня.
После путешествия Тим Джарвис был удостоен звания «Человек года» по версии Австралийского географического общества (англ. Australian Geographic Society’s Adventurer). Кроме него в экспедиции участвовали: Эд Уордл (англ. Ed Wardle) — альпинист-высотник и полярный исследователь, Пауль Ларсен (англ. Paul Larsen) — профессиональный моряк-яхтсмен, Ник Бабб (англ. Nick Bubb) — моряк-яхтсмен, Бэрри Грэй (англ. Barry Gray) — альпинист-инструктор Морской пехоты Великобритании и Себ Култхард (англ. Seb Coulthard) — моряк ВМФ Великобритании.

### На английском языке
- Alexander Caroline. The Endurance: Shackleton's legendary Antarctic expedition. — BY ALFRED A. KNOPF, INC, 1998. — ISBN 978-0-307-55594-6.
- Barczewski Stephanie. Antarctic Destinies: Scott, Shackleton and the changing face of heroism. — London: Hambledon Continuum, 2007. — ISBN 978-1-84725-192-3.
- Huntford Roland. Shackleton. — London: Hodder & Stoughton, 1985. — ISBN 978-0-340-25007-5.
- Worsley Frank A. Shackleton's Boat Journey. — London: W W Norton, 1999. — ISBN 978-0-7126-6574-2.

### На русском языке
- Шеклтон, Эрнест. Юг! История последней экспедиции Шеклтона (1914-1917). — eBook, 2014. — ISBN none.